# Tim Walz
Timothy James (Tim) Walz (West Point, Nebraska, 6 april 1964) is een Amerikaans politicus. Sinds januari 2019 is hij de gouverneur van Minnesota. Eerder, van 2007 tot 2019, zetelde hij namens diezelfde staat in het Huis van Afgevaardigden. Walz is lid van de Minnesota Democratic–Farmer–Labor Party, die in Minnesota de Democratische Partij vertegenwoordigt. In 2024 was hij de Democratische kandidaat voor het vice-presidentschap van de Verenigde Staten.

## Biografie
Tim Walz werd geboren in West Point, een kleine plaats in het oosten van Nebraska. Hij groeide op in het stadje Chadron, gelegen in het noordwesten van die staat. Na de middelbare school studeerde hij voor onderwijzer in sociale wetenschappen aan Chadron State College. In 1989 behaalde hij daar een Bachelor of Science. Zijn eerste ervaringen als docent deed Walz op in Pine Ridge, een indianenreservaat in South Dakota. Ook was hij voor de organisatie WorldTeach actief op scholen in China. Samen met zijn vrouw Gwen, met wie hij in 1994 trouwde en twee kinderen kreeg, keerde hij later nog jaarlijks terug naar China als organisator van educatieve schoolreizen.

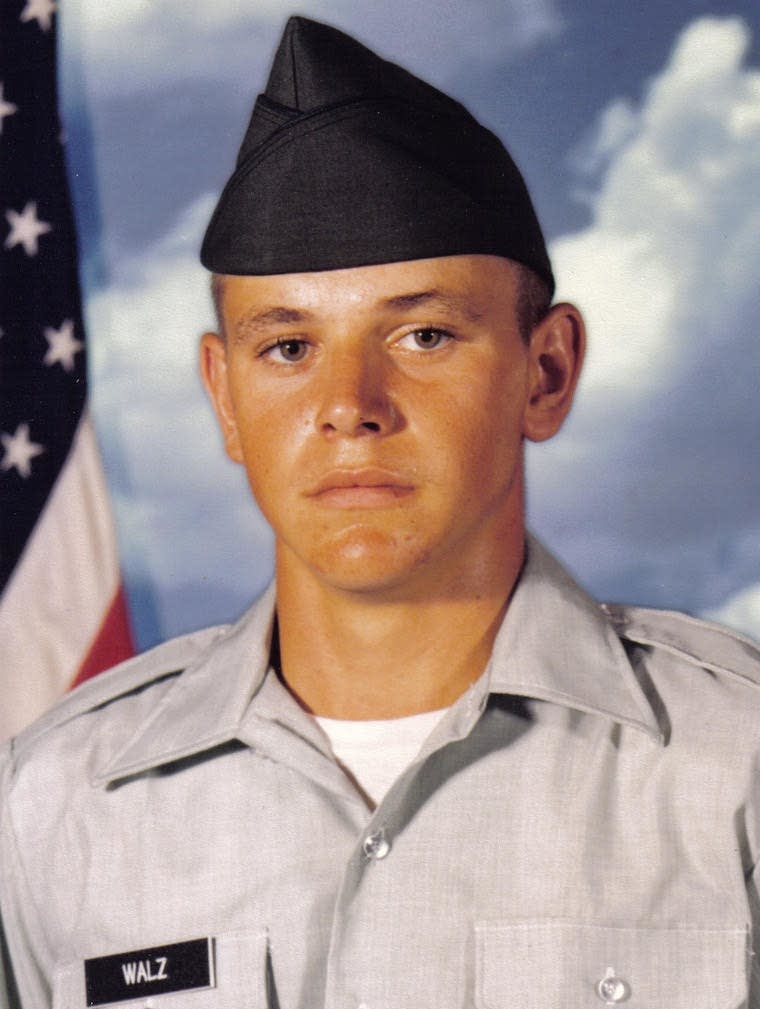
Tim Walz, 1981

Vanaf 1981 diende Walz 24 jaar lang bij de National Guard van het Amerikaanse leger. Nadat hij met zijn eenheid was uitgezonden naar Italië, werd hij gepromoveerd tot Command Sergeant-majoor. In 2005 zwaaide Walz af om zich kandidaat te kunnen stellen in een politieke verkiezing, kort voor zijn eenheid orders kreeg om in Irak te worden ingezet. Hij hervatte zijn loopbaan als aardrijkskundeleraar en footballcoach op een highschool in Mankato (Minnesota).

### Huis van Afgevaardigden
In 2006 zette Walz zijn eerste stappen in de politiek. Namens de Minnesota Democratic–Farmer–Labor Party stelde hij zich dat jaar verkiesbaar bij de congresverkiezingen voor een plaats in het federale Huis van Afgevaardigden. Hij streed voor de zetel van het 1e congresdistrict van Minnesota, een traditioneel Republikeins district in het zuiden van die staat dat het gehele grensgebied met Iowa omvat. Walz wist de zittende Republikein Gil Gutknecht, die het district sinds 1995 vertegenwoordigde, te verslaan en trad aan in januari 2007. In de jaren die volgden werd hij nog vijfmaal herkozen, telkens voor een termijn van twee jaar.
Tijdens zijn eerste termijn in Washington trok Walz samen met zijn collega Keith Ellison op tegen de Irakpolitiek van toenmalig president George W. Bush. Daarna zette hij zich onder meer in voor het verbeteren van onderwijs en het bestrijden van de kredietcrisis. Vanwege zijn ervaring in het leger was hij tevens een pleitbezorger voor veteranenzaken. Walz profileerde zich ook als een voorstander van homorechten, het recht op abortus en het legaliseren van cannabis.

### Gouverneurschap
In 2017 kondigde Walz aan zich verkiesbaar te stellen voor het gouverneurschap van Minnesota bij de gouverneursverkiezingen van 2018. Hiermee werd hij een van de kandidaten om zijn partijgenoot Mark Dayton op te volgen, die na twee termijnen als gouverneur geen derde termijn ambieerde. Walz wist de Democratische voorverkiezing gemakkelijk te winnen, waarna hij het bij de algemene verkiezingen moest opnemen tegen de Republikein Jeff Johnson. Met bijna 54% van de stemmen werd Walz uiteindelijk verkozen tot gouverneur van Minnesota. Hij werd op 7 januari 2019 beëdigd in de hoofdstad Saint Paul. Hij verklaarde zich onder meer te willen focussen op het onderwijs en hervormingen in de gezondheidszorg.

### Kandidaat vicepresident
In de aanloop naar de Amerikaanse presidentsverkiezingen van 5 november 2024 koos Kamala Harris Walz als kandidaat-vicepresident. Tijdens een rally van de Democratische Partij in Philadelphia op 6 augustus 2024 presenteerde hij zich voor het eerst als kandidaat voor het vice-presidentschap. Walz verloor uiteindelijk samen met Harris de verkiezingen.